# Action Man: Destruction X
Action Man: Destruction X est un jeu vidéo sorti en 2000 en France sur PlayStation et en 2001 en France sur PC.
Le jeu exploite la licence du jouet Action Man.

## Accueil
- Joypad : 4/10 (PS)[1]